# インディアントレイル (ノースカロライナ州)
インディアントレイル（英: Indian Trail）は、アメリカ合衆国ノースカロライナ州のユニオン郡にある町。人口は3万9997人（2020年）。
町は1861年3月12日に設立され、バージニア州ピーターズバーグから伸びるワックスホー族インディアンの使っていた「インディアン道」を交易業者が旅し、また金の探鉱に向かったという歴史がある。当初は農業社会だったが、その地理的な条件故にドイツ人やスコットランド・アイルランド系の開拓者がこの地域に入って来るようになった。1874年、シャーロットとモンローの間にシーボード・コースト・ライン鉄道が建設された。この鉄道がインディアントレイルの町を通り、地域に繁栄をもたらした。インディアントレイルは1907年に町として法人化され、インディアントレイル道路とシーボード鉄道の交差するところから半径800メートルの範囲を町域とした。21世紀に入ってインディアントレイルは急速に成長しており、CNNの2011年の記事では、その人口が1990年の1,942人から2010年に33,518人に飛躍したことを伝えていた。毎年7月4日の独立記念日には、シャーロット都市圏の中でも最大級のパレードが行われている。

## 地理
インディアントレイル町は北緯35度4分37秒 西経80度40分9秒 / 北緯35.07694度 西経80.66917度 (35.076944, -80.669167)に位置している。
インディアントレイル町はノースカロライナ州のピードモント台地南部にあり、メクレンバーグ郡のシャーロット市から南東に16キロメートルにあって、急成長する郊外町になっている。国内でも人口成長率の高い10郡の中に入るユニオン郡では北西部にある。ユニオン郡の中で他の7つの自治体に接しており、また未編入領域にも接している。シャーロット市に近いことと地域の交通ネットワークがあることで、町域内でも成長と発展が続くと見込まれている。
アメリカ合衆国国勢調査局に拠れば、町域全面積は15.2平方マイル (39km2)であり、このうち陸地15.2平方マイル (39 km2)、水域は0.04平方マイル (0.10km2)で水域率は0.26%である。

## 人口動態
以下は2010年国勢調査による人口統計データである。
| 基礎データ - 人口: 33,518 人 - 世帯数: 11,121 世帯 - 家族数: 9,060 家族 - 人口密度: 596.7人/km2（1,545.4 人/mi2） 人種別人口構成 - 白人: 81.00% - アフリカン・アメリカン: 10.0% - ネイティブ・アメリカン: 0.5% - アジア人: 1.8% - 太平洋諸島系: 0.0% - その他の人種: 4.4% - 混血: 2.3% - ヒスパニック・ラテン系: 10.9% 年齢別人口構成 - 10歳未満: 18.9% - 10-19歳: 15.9% - 20-29歳: 9.6% - 30-39歳: 17.7% - 40-49歳: 17.3% - 50-59歳: 9.9% - 60-69歳: 6.6% - 70-79歳: 2.9% - 80歳以上: 1.1% - 年齢の中央値: 34歳 - 性比（女性100人あたり男性の人口） - 総人口: 96.5 | 世帯と家族（対世帯数） - 18歳未満の子供がいる: 48.7% - 結婚・同居している夫婦: 66.1% - 未婚・離婚・死別女性が世帯主: 10.9% - 非家族世帯: 18.5% - 単身世帯: 18.5% - 65歳以上の老人1人暮らし: 4.1% - 平均構成人数 - 世帯: 3.01人 - 家族: 3.35人 収入と家計 - 収入の中央値 - 世帯: 66,333米ドル - 人口1人あたり収入: 26,096米ドル - 貧困線以下 - 対人口: 6.3% |

## 著名な企業
- RSC ブランズ、自動車部品、特にラディエイターのメーカー